# 彼得·拉森
彼得·拉森（挪威語：Petter Larsen，1890年12月6日—1946年9月13日），挪威男子帆船运动员。他曾代表挪威参加1912年夏季奥林匹克运动会帆船比赛，获得一枚金牌。他于1946年在奥斯陆去世。